# Utvisning (sport)

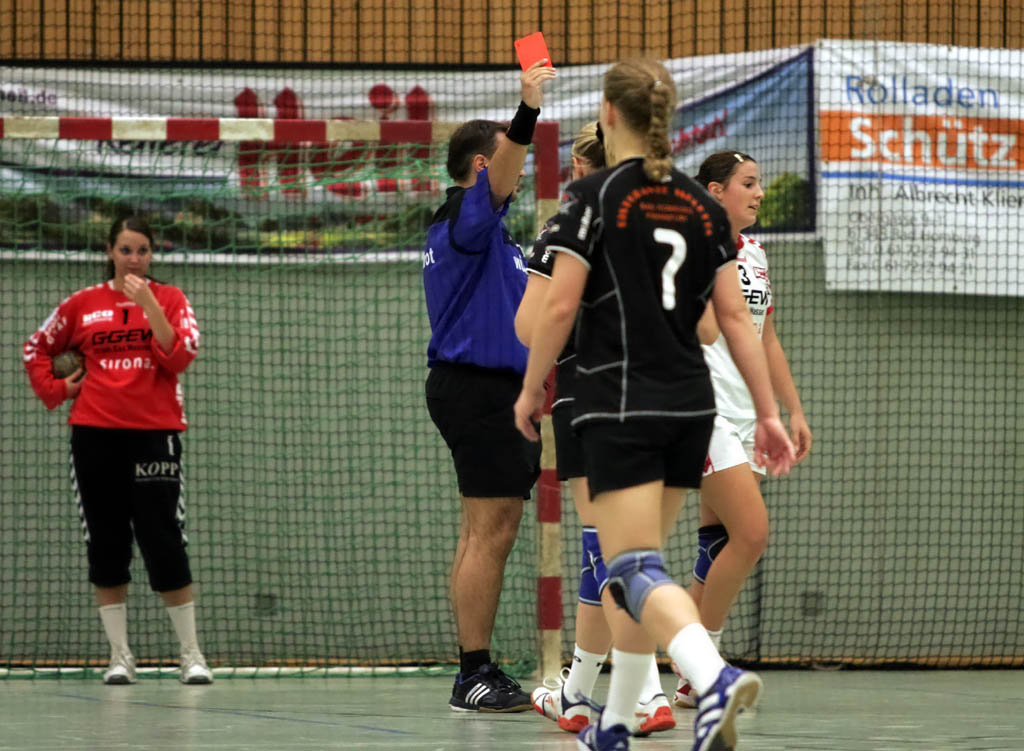
Domaren signalerar utvisning (rött kort) i handboll.

Utvisning är en bestraffningsform inom sport som kan utdömas av domaren för en spelare, tränare eller annan lagmedlem som begått ett allvarligt regelbrott under en match. Normalt används ett markeringskort för att på ett enkelt sätt visa för spelare och publik att en spelare har brutit mot reglerna på ett sätt som medför en utvisning och måste lämna spelplanen. Markeringskorten har olika färg från sport till sport beroende på sportens regler. Utvisningens betydelse och längd varierar även från sport till sport. I vissa sporter gäller utvisningen för resten av matchen, inom andra sporter gäller utvisningen en förutbestämd tid. 
Inom till exempel fotboll används ett rött kort för att markera utvisning vilket innebär att den som begått regelbrottet utvisas för resten av matchen. I bandy, handboll och ishockey innebär en utvisning att spelaren får lämna planen under en viss tid, normalt två, fem eller 10 minuter beroende på förseelsens art. Spelaren kan även här visas ut för resten av matchen och det benämns då matchstraff.
I fäktning markeras en utvisning för resten av matchen med ett svart kort. 